# Le Cheval d'orgueil
Le Cheval d'orgueil is een Franse dramafilm uit 1980 onder regie van Claude Chabrol. Het scenario is gebaseerd op de gelijknamige roman uit 1975 van de Bretonse auteur Pêr-Jakez Helias.

## Verhaal
Een Bretonse schrijver denkt terug aan zijn jeugd als boerenzoon aan het begin van de vorige eeuw. Hij vertelt over de spelletjes en de lessen op school, maar ook over de klassenstrijd, de industrialisering en de Eerste Wereldoorlog.

## Rolverdeling
| Acteur              | Personage                |
| ------------------- | ------------------------ |
| Jacques Dufilho     | Alain                    |
| Bernadette Le Saché | Anne-Marie               |
| François Cluzet     | Pierre-Alain             |
| Paul Le Person      | Gourgon                  |
| Pierre Le Rumeur    | Verteller                |
| Michel Robin        | Markies                  |
| Ronan Hubert        | Pierre-Jacques (7 jaar)  |
| Armel Hubert        | Pierre Jacques (11 jaar) |
| Michel Blanc        | Corentin Calvez          |
| Dominique Lavanant  | Marie-Jeanne             |